# Élections cantonales de 2004 dans les Alpes-Maritimes
Les élections cantonales ont eu lieu les 21 et 28 mars 2004.
Lors de ces élections, 26 des 52 cantons des Alpes-Maritimes ont été renouvelés. Elles ont vu la reconduction de la majorité UMP dirigée par Christian Estrosi, président du conseil général depuis 2003.

## Résultats à l’échelle du département
Répartition départementale des résultats (2e tour).
- PCF (2,86 %)
- PS (19,23 %)
- Verts (5,83 %)
- UMP (44,04 %)
- DVD (4,12 %)
- FN (23,93 %)

| Étiquette      | Étiquette                          | Premier tour | Premier tour | Second tour | Second tour | Sièges |
| Étiquette      | Étiquette                          | Voix         | %            | Voix        | %           | Sièges |
| -------------- | ---------------------------------- | ------------ | ------------ | ----------- | ----------- | ------ |
|                | Parti socialiste                   | 31 466       | 16,24        | 36 140      | 19,23       | 4      |
|                | Parti communiste français          | 13 888       | 7,17         | 5 371       | 2,86        | 2      |
|                | Les Verts                          | 9 360        | 4,83         | 10 956      | 5,83        | 1      |
|                | Extrême gauche                     | 3 492        | 1,80         |             |             |        |
|                | Divers gauche                      | 2 304        | 1,19         |             |             |        |
|                | Parti radical de gauche            | 1 134        | 0,59         |             |             |        |
| Gauche         | Gauche                             | 61 644       | 31,82        | 52 467      | 27,92       | 5      |
|                |                                    |              |              |             |             |        |
|                | Union pour un mouvement populaire  | 67 443       | 34,81        | 82 752      | 44,04       | 17     |
|                | Front national                     | 43 661       | 22,54        | 44 961      | 23,93       | 0      |
|                | Divers droite                      | 15 787       | 8,15         | 7 738       | 4,12        | 2      |
|                | Union pour la démocratie française | 871          | 0,45         |             |             |        |
|                | Extrême droite                     | 129          | 0,07         |             |             |        |
| Droite         | Droite                             | 127 891      | 66,02        | 135 451     | 72,09       | 19     |
|                |                                    |              |              |             |             |        |
|                | Écologistes divers                 | 2 974        | 1,54         |             |             |        |
|                | Divers                             | 1 233        | 0,64         |             |             |        |
|                |                                    |              |              |             |             |        |
| Inscrits       | Inscrits                           | 334 500      | 100,00       | 313 706     | 100,00      |        |
| Abstention     | Abstention                         | 134 129      | 40,10        | 114 863     | 36,61       |        |
| Votants        | Votants                            | 200 371      | 59,90        | 198 843     | 63,39       |        |
| Blancs et nuls | Blancs et nuls                     | 6 629        | 3,31         | 10 925      | 5,49        |        |
| Exprimés       | Exprimés                           | 193 742      | 96,69        | 187 918     | 94,51       |        |

## Résultats par canton

### Canton d'Antibes-Centre
| Candidats      | Candidats       | Étiquette      | Premier tour | Premier tour | Second tour | Second tour |
| Candidats      | Candidats       | Étiquette      | Voix         | %            | Voix        | %           |
| -------------- | --------------- | -------------- | ------------ | ------------ | ----------- | ----------- |
|                | Georges Roux*   | UMP            | 4 283        | 41,76        | 5 453       | 49,40       |
|                | Viviane Guilhen | FN             | 2 295        | 22,38        | 2 221       | 20,12       |
|                | Paula Toledo    | PS             | 1 997        | 19,47        | 3 364       | 30,48       |
|                | Denis La Spesa  | PCF            | 602          | 5,87         |             |             |
|                | Carine Curtet   | SE             | 429          | 4,18         |             |             |
|                | Maurice Cotte   | DVD            | 390          | 3,80         |             |             |
|                | Laetitia Henry  | EXG            | 259          | 2,53         |             |             |
|                |                 |                |              |              |             |             |
| Inscrits       | Inscrits        | Inscrits       | 19 006       | 100,00       | 19 006      | 100,00      |
| Abstention     | Abstention      | Abstention     | 8 444        | 44,43        | 7 679       | 40,40       |
| Votants        | Votants         | Votants        | 10 562       | 55,57        | 11 327      | 59,60       |
| Blancs et nuls | Blancs et nuls  | Blancs et nuls | 307          | 2,91         | 289         | 2,55        |
| Exprimés       | Exprimés        | Exprimés       | 10 255       | 97,09        | 11 038      | 97,45       |

### Canton de Cagnes-sur-Mer-Centre
| Candidats      | Candidats          | Étiquette      | Premier tour | Premier tour | Second tour | Second tour |
| Candidats      | Candidats          | Étiquette      | Voix         | %            | Voix        | %           |
| -------------- | ------------------ | -------------- | ------------ | ------------ | ----------- | ----------- |
|                | Louis Nègre*       | UMP            | 4 394        | 45,26        | 6 838       | 70,70       |
|                | Monique Lartigue   | FN             | 2 175        | 22,40        | 2 834       | 29,30       |
|                | Christophe Capron  | PS             | 1 525        | 15,71        |             |             |
|                | Jean-Yves Ollivier | ECO            | 452          | 4,66         |             |             |
|                | Jacques Cinquin    | DVD            | 407          | 4,19         |             |             |
|                | Serge Zaina        | PCF            | 274          | 2,82         |             |             |
|                | Pierre Piacentini  | DVD            | 246          | 2,53         |             |             |
|                | Martine Charrac    | EXD            | 129          | 1,33         |             |             |
|                | Jacqueline Cyvoct  | EXG            | 106          | 1,09         |             |             |
|                |                    |                |              |              |             |             |
| Inscrits       | Inscrits           | Inscrits       | 16 652       | 100,00       | 16 652      | 100,00      |
| Abstention     | Abstention         | Abstention     | 6 755        | 40,57        | 6 098       | 36,62       |
| Votants        | Votants            | Votants        | 9 897        | 59,43        | 10 554      | 63,38       |
| Blancs et nuls | Blancs et nuls     | Blancs et nuls | 189          | 1,91         | 882         | 8,36        |
| Exprimés       | Exprimés           | Exprimés       | 9 708        | 98,09        | 9 672       | 91,64       |

*sortant

### Canton de Coursegoules
| Candidats      | Candidats                   | Étiquette      | Premier tour | Premier tour |
| Candidats      | Candidats                   | Étiquette      | Voix         | %            |
| -------------- | --------------------------- | -------------- | ------------ | ------------ |
|                | Jean-Pierre Mascarelli*     | UMP            | 978          | 68,68        |
|                | François-Xavier Noat        | PS             | 151          | 10,60        |
|                | Jean-Hugues Merle des Isles | FN             | 130          | 9,13         |
|                | René Vergano                | PCF            | 89           | 6,25         |
|                | Claude Henaf                | DVD            | 76           | 5,34         |
|                |                             |                |              |              |
| Inscrits       | Inscrits                    | Inscrits       | 1 988        | 100,00       |
| Abstention     | Abstention                  | Abstention     | 532          | 26,76        |
| Votants        | Votants                     | Votants        | 1 456        | 73,24        |
| Blancs et nuls | Blancs et nuls              | Blancs et nuls | 32           | 2,20         |
| Exprimés       | Exprimés                    | Exprimés       | 1 424        | 97,80        |

*sortant

### Canton de l'Escarène
| Candidats      | Candidats      | Étiquette      | Premier tour | Premier tour |
| Candidats      | Candidats      | Étiquette      | Voix         | %            |
| -------------- | -------------- | -------------- | ------------ | ------------ |
|                | Noël Albin*    | PCF            | 2 278        | 50,78        |
|                | Pierre Donadey | UMP            | 1 325        | 29,54        |
|                | Michel Mathieu | FN             | 883          | 19,68        |
|                |                |                |              |              |
| Inscrits       | Inscrits       | Inscrits       | 6 818        | 100,00       |
| Abstention     | Abstention     | Abstention     | 2 162        | 31,71        |
| Votants        | Votants        | Votants        | 4 656        | 68,29        |
| Blancs et nuls | Blancs et nuls | Blancs et nuls | 170          | 3,65         |
| Exprimés       | Exprimés       | Exprimés       | 4 486        | 96,35        |

*sortant

### Canton de Grasse-Nord
| Candidats      | Candidats           | Étiquette      | Premier tour | Premier tour | Second tour | Second tour |
| Candidats      | Candidats           | Étiquette      | Voix         | %            | Voix        | %           |
| -------------- | ------------------- | -------------- | ------------ | ------------ | ----------- | ----------- |
|                | Jean-Pierre Leleux  | UMP            | 2 702        | 36,05        | 3 527       | 43,20       |
|                | Thierry Lautard*    | PS             | 2 326        | 31,03        | 3 332       | 40,81       |
|                | Jean-Marc Degioanni | FN             | 1 446        | 19,29        | 1 305       | 15,98       |
|                | Frédérique Cattaert | PCF            | 342          | 4,56         |             |             |
|                | Henri Goby          | ECO            | 277          | 3,70         |             |             |
|                | Marcelle Monzeglio  | EXG            | 188          | 2,51         |             |             |
|                | Serge Maurel        | DVD            | 112          | 1,49         |             |             |
|                | Magali Maletto      | EXG            | 102          | 1,36         |             |             |
|                |                     |                |              |              |             |             |
| Inscrits       | Inscrits            | Inscrits       | 13 508       | 100,00       | 13 509      | 100,00      |
| Abstention     | Abstention          | Abstention     | 5 791        | 42,87        | 5 129       | 37,97       |
| Votants        | Votants             | Votants        | 7 717        | 57,13        | 8 380       | 62,03       |
| Blancs et nuls | Blancs et nuls      | Blancs et nuls | 222          | 2,88         | 216         | 2,58        |
| Exprimés       | Exprimés            | Exprimés       | 7 495        | 97,12        | 8 164       | 97,42       |

*sortant

### Canton de Grasse-Sud
| Candidats      | Candidats                 | Étiquette      | Premier tour | Premier tour | Second tour | Second tour |
| Candidats      | Candidats                 | Étiquette      | Voix         | %            | Voix        | %           |
| -------------- | ------------------------- | -------------- | ------------ | ------------ | ----------- | ----------- |
|                | Jean-Raymond Vinciguerra* | Verts          | 2 932        | 27,76        | 5 032       | 43,70       |
|                | Nicole Nutini             | UMP            | 2 609        | 24,70        | 4 071       | 35,36       |
|                | Daniel Rioux              | FN             | 2 332        | 22,08        | 2 411       | 20,94       |
|                | Jacques Varrone           | DVD            | 1 081        | 10,23        |             |             |
|                | Paul Euzière              | PCF            | 902          | 8,54         |             |             |
|                | Pascal Ducreux            | ECO            | 425          | 4,02         |             |             |
|                | Henri Cyvoct              | EXG            | 182          | 1,72         |             |             |
|                | Pascal Grasso             | EXG            | 99           | 0,94         |             |             |
|                |                           |                |              |              |             |             |
| Inscrits       | Inscrits                  | Inscrits       | 18 668       | 100,00       | 18 664      | 100,00      |
| Abstention     | Abstention                | Abstention     | 7 685        | 41,17        | 6 832       | 36,61       |
| Votants        | Votants                   | Votants        | 10 983       | 58,83        | 11 832      | 63,39       |
| Blancs et nuls | Blancs et nuls            | Blancs et nuls | 421          | 3,83         | 318         | 2,69        |
| Exprimés       | Exprimés                  | Exprimés       | 10 562       | 96,17        | 11 514      | 97,31       |

*sortant

### Canton de Guillaumes
| Candidats      | Candidats              | Étiquette      | Premier tour | Premier tour |
| Candidats      | Candidats              | Étiquette      | Voix         | %            |
| -------------- | ---------------------- | -------------- | ------------ | ------------ |
|                | Charles Ange Ginésy*   | UMP            | 1 517        | 69,88        |
|                | Jean-Michel Bourdillon | PCF            | 372          | 17,13        |
|                | Hubert de Mesmay       | FN             | 210          | 9,67         |
|                | Daniel Brun            | PRG            | 72           | 3,32         |
|                |                        |                |              |              |
| Inscrits       | Inscrits               | Inscrits       | 3 075        | 100,00       |
| Abstention     | Abstention             | Abstention     | 826          | 26,86        |
| Votants        | Votants                | Votants        | 2 249        | 73,14        |
| Blancs et nuls | Blancs et nuls         | Blancs et nuls | 78           | 3,47         |
| Exprimés       | Exprimés               | Exprimés       | 2 171        | 96,53        |

*sortant

### Canton de Lantosque
| Candidats      | Candidats        | Étiquette      | Premier tour | Premier tour |
| Candidats      | Candidats        | Étiquette      | Voix         | %            |
| -------------- | ---------------- | -------------- | ------------ | ------------ |
|                | Jean Thaon*      | UMP            | 1 258        | 68,33        |
|                | Alain Faraut     | DVG            | 490          | 26,62        |
|                | Monique Verrando | FN             | 77           | 4,18         |
|                | Axel Hvidsten    | ECO            | 16           | 0,87         |
|                |                  |                |              |              |
| Inscrits       | Inscrits         | Inscrits       | 2 248        | 100,00       |
| Abstention     | Abstention       | Abstention     | 372          | 16,55        |
| Votants        | Votants          | Votants        | 1 876        | 83,45        |
| Blancs et nuls | Blancs et nuls   | Blancs et nuls | 35           | 1,87         |
| Exprimés       | Exprimés         | Exprimés       | 1 841        | 98,13        |

*sortant

### Canton de Levens
| Candidats      | Candidats            | Étiquette      | Premier tour | Premier tour | Second tour | Second tour |
| Candidats      | Candidats            | Étiquette      | Voix         | %            | Voix        | %           |
| -------------- | -------------------- | -------------- | ------------ | ------------ | ----------- | ----------- |
|                | Alain Frère*         | UMP            | 4 395        | 46,82        | 5 094       | 51,34       |
|                | Jean Thiery          | FN             | 2 065        | 22,00        | 1 954       | 19,69       |
|                | Richard Gualtierotti | PS             | 1 823        | 19,42        | 2 874       | 28,97       |
|                | Alain Desgranges     | PCF            | 680          | 7,24         |             |             |
|                | Serge Gabry          | SE             | 424          | 4,52         |             |             |
|                |                      |                |              |              |             |             |
| Inscrits       | Inscrits             | Inscrits       | 14 204       | 100,00       | 14 204      | 100,00      |
| Abstention     | Abstention           | Abstention     | 4 517        | 31,80        | 3 941       | 27,75       |
| Votants        | Votants              | Votants        | 9 687        | 68,20        | 10 263      | 72,25       |
| Blancs et nuls | Blancs et nuls       | Blancs et nuls | 300          | 3,10         | 341         | 3,32        |
| Exprimés       | Exprimés             | Exprimés       | 9 387        | 96,90        | 9 922       | 96,68       |

*sortant

### Canton de Mandelieu-Cannes-Ouest
| Candidats      | Candidats          | Étiquette      | Premier tour | Premier tour | Second tour | Second tour |
| Candidats      | Candidats          | Étiquette      | Voix         | %            | Voix        | %           |
| -------------- | ------------------ | -------------- | ------------ | ------------ | ----------- | ----------- |
|                | Henri Leroy*       | UMP            | 5 462        | 37,74        | 9 685       | 68,86       |
|                | Jean Passel        | FN             | 3 031        | 20,95        | 4 380       | 31,14       |
|                | Appoline Crapiz    | PS             | 2 220        | 15,34        |             |             |
|                | Bernard David      | DVD            | 1 962        | 13,56        |             |             |
|                | Pascale Vaillant   | Verts          | 590          | 4,08         |             |             |
|                | Farouk Mahnane     | PCF            | 551          | 3,81         |             |             |
|                | Jean-Pierre Villon | ECO            | 288          | 1,99         |             |             |
|                | Christian Pétard   | EXG            | 244          | 1,69         |             |             |
|                | Michel Brun        | DVD            | 123          | 0,85         |             |             |
|                |                    |                |              |              |             |             |
| Inscrits       | Inscrits           | Inscrits       | 25 236       | 100,00       | 25 236      | 100,00      |
| Abstention     | Abstention         | Abstention     | 10 385       | 41,15        | 9 456       | 37,47       |
| Votants        | Votants            | Votants        | 14 851       | 58,85        | 15 780      | 62,53       |
| Blancs et nuls | Blancs et nuls     | Blancs et nuls | 380          | 2,56         | 1 715       | 10,87       |
| Exprimés       | Exprimés           | Exprimés       | 14 471       | 97,44        | 14 065      | 89,13       |

*sortant

### Canton de Nice-3
| Candidats      | Candidats           | Étiquette      | Premier tour | Premier tour | Second tour | Second tour |
| Candidats      | Candidats           | Étiquette      | Voix         | %            | Voix        | %           |
| -------------- | ------------------- | -------------- | ------------ | ------------ | ----------- | ----------- |
|                | Jacques Victor*     | PCF            | 4 022        | 35,40        | 5 371       | 43,70       |
|                | Micheline Baus      | UMP            | 3 194        | 28,12        | 4 151       | 33,77       |
|                | Bojidar Petrovic    | FN             | 3 092        | 27,22        | 2 769       | 22,53       |
|                | Michel François     | ECO            | 671          | 5,91         |             |             |
|                | Gaston Pons         | EXG            | 211          | 1,86         |             |             |
|                | Christophe Ricerchi | EXG            | 170          | 1,50         |             |             |
|                |                     |                |              |              |             |             |
| Inscrits       | Inscrits            | Inscrits       | 19 350       | 100,00       | 19 346      | 100,00      |
| Abstention     | Abstention          | Abstention     | 7 561        | 39,07        | 6 623       | 34,23       |
| Votants        | Votants             | Votants        | 11 789       | 60,93        | 12 723      | 65,77       |
| Blancs et nuls | Blancs et nuls      | Blancs et nuls | 429          | 3,64         | 432         | 3,40        |
| Exprimés       | Exprimés            | Exprimés       | 11 360       | 96,36        | 12 291      | 96,60       |

*sortant

### Canton de Nice-5
| Candidats      | Candidats          | Étiquette      | Premier tour | Premier tour | Second tour | Second tour |
| Candidats      | Candidats          | Étiquette      | Voix         | %            | Voix        | %           |
| -------------- | ------------------ | -------------- | ------------ | ------------ | ----------- | ----------- |
|                | Patrick Mottard*   | PS             | 3 676        | 37,82        | 4 832       | 45,08       |
|                | Muriel Marland     | UMP            | 2 800        | 28,81        | 3 815       | 35,59       |
|                | Aulde Maisonneuve  | FN             | 2 281        | 23,47        | 2 072       | 19,33       |
|                | Christian Daret    | DVD            | 439          | 4,52         |             |             |
|                | Maurice Gillard    | ECO            | 266          | 2,74         |             |             |
|                | Alain Bouilleaux   | EXG            | 176          | 1,81         |             |             |
|                | Jean-Marie Bernard | SE             | 82           | 0,84         |             |             |
|                |                    |                |              |              |             |             |
| Inscrits       | Inscrits           | Inscrits       | 17 240       | 100,00       | 17 237      | 100,00      |
| Abstention     | Abstention         | Abstention     | 7 188        | 41,69        | 6 233       | 36,16       |
| Votants        | Votants            | Votants        | 10 052       | 58,31        | 11 004      | 63,84       |
| Blancs et nuls | Blancs et nuls     | Blancs et nuls | 332          | 3,30         | 285         | 2,59        |
| Exprimés       | Exprimés           | Exprimés       | 9 720        | 96,70        | 10 719      | 97,41       |

*sortant

### Canton de Nice-7
| Candidats      | Candidats         | Étiquette      | Premier tour | Premier tour | Second tour | Second tour |
| Candidats      | Candidats         | Étiquette      | Voix         | %            | Voix        | %           |
| -------------- | ----------------- | -------------- | ------------ | ------------ | ----------- | ----------- |
|                | Dominique Mottard | PS             | 2 381        | 31,28        | 3 385       | 40,39       |
|                | Jean Hanot        | UMP            | 2 142        | 28,14        | 3 404       | 40,62       |
|                | Gilles Baronio    | FN             | 1 741        | 22,87        | 1 591       | 18,99       |
|                | Claude Philippe   | DVD            | 574          | 7,54         |             |             |
|                | Bernard Rophe     | SE             | 298          | 3,91         |             |             |
|                | Danièle Gimeno    | PCF            | 247          | 3,24         |             |             |
|                | Gérard Berardi    | DVD            | 230          | 3,02         |             |             |
|                |                   |                |              |              |             |             |
| Inscrits       | Inscrits          | Inscrits       | 13 703       | 100,00       | 13 701      | 100,00      |
| Abstention     | Abstention        | Abstention     | 5 839        | 42,61        | 5 095       | 37,19       |
| Votants        | Votants           | Votants        | 7 864        | 57,39        | 8 606       | 62,81       |
| Blancs et nuls | Blancs et nuls    | Blancs et nuls | 251          | 3,19         | 226         | 2,63        |
| Exprimés       | Exprimés          | Exprimés       | 7 613        | 96,81        | 8 380       | 97,37       |

### Canton de Nice-8
| Candidats      | Candidats              | Étiquette      | Premier tour | Premier tour | Second tour | Second tour |
| Candidats      | Candidats              | Étiquette      | Voix         | %            | Voix        | %           |
| -------------- | ---------------------- | -------------- | ------------ | ------------ | ----------- | ----------- |
|                | Olivier Bettati*       | UMP            | 2 827        | 40,20        | 3 607       | 47,01       |
|                | Lucette Ollier-Deville | FN             | 1 683        | 23,93        | 1 516       | 19,76       |
|                | Rémi Gaechter          | Verts          | 1 385        | 19,70        | 2 550       | 33,23       |
|                | Jean-Christophe Picard | PRG            | 490          | 6,97         |             |             |
|                | Philippe Pellegrini    | PCF            | 301          | 4,28         |             |             |
|                | Rose Guigou            | ECO            | 229          | 3,26         |             |             |
|                | Marie-Josée Pereira    | EXG            | 117          | 1,66         |             |             |
|                |                        |                |              |              |             |             |
| Inscrits       | Inscrits               | Inscrits       | 12 842       | 100,00       | 12 849      | 100,00      |
| Abstention     | Abstention             | Abstention     | 5 648        | 43,98        | 5 004       | 38,94       |
| Votants        | Votants                | Votants        | 7 194        | 56,02        | 7 845       | 61,06       |
| Blancs et nuls | Blancs et nuls         | Blancs et nuls | 162          | 2,25         | 172         | 2,19        |
| Exprimés       | Exprimés               | Exprimés       | 7 032        | 97,75        | 7 673       | 97,81       |

*sortant

### Canton de Nice-10
| Candidats      | Candidats           | Étiquette      | Premier tour | Premier tour | Second tour | Second tour |
| Candidats      | Candidats           | Étiquette      | Voix         | %            | Voix        | %           |
| -------------- | ------------------- | -------------- | ------------ | ------------ | ----------- | ----------- |
|                | Bernard Asso*       | UMP            | 4 030        | 41,24        | 5 162       | 47,47       |
|                | Christophe Stirbois | FN             | 2 579        | 26,39        | 2 338       | 21,50       |
|                | Maria Nicaise       | Verts          | 2 189        | 22,40        | 3 374       | 31,03       |
|                | Modeste Alcaraz     | PCF            | 398          | 4,07         |             |             |
|                | Florence Ciaravola  | EXG            | 390          | 3,99         |             |             |
|                | Nadia Aouassi       | PRG            | 186          | 1,90         |             |             |
|                |                     |                |              |              |             |             |
| Inscrits       | Inscrits            | Inscrits       | 18 258       | 100,00       | 18 253      | 100,00      |
| Abstention     | Abstention          | Abstention     | 8 093        | 44,33        | 7 085       | 38,82       |
| Votants        | Votants             | Votants        | 10 165       | 55,67        | 11 168      | 61,18       |
| Blancs et nuls | Blancs et nuls      | Blancs et nuls | 393          | 3,87         | 294         | 2,63        |
| Exprimés       | Exprimés            | Exprimés       | 9 772        | 96,13        | 10 874      | 97,37       |

*sortant

### Canton de Nice-11
| Candidats      | Candidats             | Étiquette      | Premier tour | Premier tour | Second tour | Second tour |
| Candidats      | Candidats             | Étiquette      | Voix         | %            | Voix        | %           |
| -------------- | --------------------- | -------------- | ------------ | ------------ | ----------- | ----------- |
|                | Jean-François Knecht* | PS             | 3 351        | 32,70        | 4 581       | 40,89       |
|                | André Bonny           | UMP            | 3 250        | 31,72        | 4 212       | 37,60       |
|                | Anne Dauvergne        | FN             | 2 806        | 27,38        | 2 409       | 21,51       |
|                | Élodie Jomat          | PRG            | 301          | 2,94         |             |             |
|                | Bernadette Bouchard   | EXG            | 281          | 2,74         |             |             |
|                | Richard Sempere       | EXG            | 258          | 2,52         |             |             |
|                |                       |                |              |              |             |             |
| Inscrits       | Inscrits              | Inscrits       | 17 956       | 100,00       | 17 954      | 100,00      |
| Abstention     | Abstention            | Abstention     | 7 314        | 40,73        | 6 462       | 35,99       |
| Votants        | Votants               | Votants        | 10 642       | 59,27        | 11 492      | 64,01       |
| Blancs et nuls | Blancs et nuls        | Blancs et nuls | 395          | 3,71         | 290         | 2,52        |
| Exprimés       | Exprimés              | Exprimés       | 10 247       | 96,29        | 11 202      | 97,48       |

*sortant

### Canton de Nice-12
| Candidats      | Candidats          | Étiquette      | Premier tour | Premier tour | Second tour | Second tour |
| Candidats      | Candidats          | Étiquette      | Voix         | %            | Voix        | %           |
| -------------- | ------------------ | -------------- | ------------ | ------------ | ----------- | ----------- |
|                | Patrick Allemand*  | PS             | 1 916        | 31,91        | 2 653       | 39,70       |
|                | Gilbert Pigli      | FN             | 1 776        | 29,58        | 1 615       | 24,17       |
|                | Jérôme Rivière     | UMP            | 1 770        | 29,48        | 2 415       | 36,14       |
|                | Joël Rigolat       | ECO            | 162          | 2,70         |             |             |
|                | Jean-Pierre Pisoni | EXG            | 137          | 2,28         |             |             |
|                | Robert Giardina    | EXG            | 107          | 1,78         |             |             |
|                | Alain Dutertry     | PRG            | 85           | 1,42         |             |             |
|                | Christian Joly     | EXG            | 52           | 0,87         |             |             |
|                |                    |                |              |              |             |             |
| Inscrits       | Inscrits           | Inscrits       | 11 227       | 100,00       | 11 227      | 100,00      |
| Abstention     | Abstention         | Abstention     | 5 033        | 44,83        | 4 369       | 38,92       |
| Votants        | Votants            | Votants        | 6 194        | 55,17        | 6 858       | 61,08       |
| Blancs et nuls | Blancs et nuls     | Blancs et nuls | 189          | 3,05         | 175         | 2,55        |
| Exprimés       | Exprimés           | Exprimés       | 6 005        | 96,95        | 6 683       | 97,45       |

*sortant

### Canton de Nice-14
| Candidats      | Candidats            | Étiquette      | Premier tour | Premier tour | Second tour | Second tour |
| Candidats      | Candidats            | Étiquette      | Voix         | %            | Voix        | %           |
| -------------- | -------------------- | -------------- | ------------ | ------------ | ----------- | ----------- |
|                | Paul Cuturello*      | PS             | 2 273        | 32,96        | 3 950       | 54,38       |
|                | Gérard de Gubernatis | FN             | 2 160        | 31,32        | 3 314       | 45,62       |
|                | Marie-Jeanne Murcia  | UMP            | 1 201        | 17,42        |             |             |
|                | Simon Bihar          | DVD            | 640          | 9,28         |             |             |
|                | Gérard Carciani      | DVD            | 216          | 3,13         |             |             |
|                | Patrice Miran        | ECO            | 188          | 2,73         |             |             |
|                | Éliane Negro         | EXG            | 119          | 1,73         |             |             |
|                | Catherine Sackur     | EXG            | 99           | 1,44         |             |             |
|                |                      |                |              |              |             |             |
| Inscrits       | Inscrits             | Inscrits       | 12 880       | 100,00       | 12 882      | 100,00      |
| Abstention     | Abstention           | Abstention     | 5 698        | 44,24        | 5 117       | 39,72       |
| Votants        | Votants              | Votants        | 7 182        | 55,76        | 7 765       | 60,28       |
| Blancs et nuls | Blancs et nuls       | Blancs et nuls | 286          | 3,98         | 501         | 6,45        |
| Exprimés       | Exprimés             | Exprimés       | 6 896        | 96,02        | 7 264       | 93,55       |

*sortant

### Canton de Puget-Théniers
| Candidats      | Candidats          | Étiquette      | Premier tour | Premier tour |
| Candidats      | Candidats          | Étiquette      | Voix         | %            |
| -------------- | ------------------ | -------------- | ------------ | ------------ |
|                | Robert Velay*      | UMP            | 981          | 55,36        |
|                | Christian Meyffret | PCF            | 626          | 35,33        |
|                | Isabelle Thouvenin | FN             | 121          | 6,83         |
|                | Yveline Garibaldi  | DVD            | 44           | 2,48         |
|                |                    |                |              |              |
| Inscrits       | Inscrits           | Inscrits       | 2 444        | 100,00       |
| Abstention     | Abstention         | Abstention     | 578          | 23,65        |
| Votants        | Votants            | Votants        | 1 866        | 76,35        |
| Blancs et nuls | Blancs et nuls     | Blancs et nuls | 94           | 5,04         |
| Exprimés       | Exprimés           | Exprimés       | 1 772        | 94,96        |

*sortant

### Canton de Roquebillière
| Candidats      | Candidats             | Étiquette      | Premier tour | Premier tour | Second tour | Second tour |
| Candidats      | Candidats             | Étiquette      | Voix         | %            | Voix        | %           |
| -------------- | --------------------- | -------------- | ------------ | ------------ | ----------- | ----------- |
|                | Gérard Manfredi       | DVD            | 765          | 37,19        | 1 411       | 100,00      |
|                | Gérard Camous         | DVD            | 486          | 23,63        | Retrait     | Retrait     |
|                | Pierre Rainart        | DVD            | 242          | 11,76        |             |             |
|                | Éliane Guigo          | PCF            | 202          | 9,82         |             |             |
|                | Paul Burro            | DVD            | 175          | 8,51         |             |             |
|                | Jean-Pierre Thouvenin | FN             | 100          | 4,86         |             |             |
|                | Serge Giordano        | DVG            | 87           | 4,23         |             |             |
|                |                       |                |              |              |             |             |
| Inscrits       | Inscrits              | Inscrits       | 2 709        | 100,00       | 2 709       | 100,00      |
| Abstention     | Abstention            | Abstention     | 597          | 22,04        | 666         | 24,58       |
| Votants        | Votants               | Votants        | 2 112        | 77,96        | 2 043       | 75,42       |
| Blancs et nuls | Blancs et nuls        | Blancs et nuls | 55           | 2,60         | 632         | 30,93       |
| Exprimés       | Exprimés              | Exprimés       | 2 057        | 97,40        | 1 411       | 69,07       |

### Canton de Saint-Laurent-du-Var-Cagnes-sur-Mer-Est
| Candidats      | Candidats      | Étiquette      | Premier tour | Premier tour | Second tour | Second tour |
| Candidats      | Candidats      | Étiquette      | Voix         | %            | Voix        | %           |
| -------------- | -------------- | -------------- | ------------ | ------------ | ----------- | ----------- |
|                | Henri Revel*   | UMP            | 5 247        | 38,00        | 6 724       | 45,38       |
|                | Josette Caliez | FN             | 3 621        | 26,22        | 3 561       | 24,03       |
|                | Marc Orsatti   | PS             | 2 600        | 18,83        | 4 531       | 30,58       |
|                | Robert Rolant  | Verts          | 1 259        | 9,12         |             |             |
|                | Marcel Vaiani  | DVD            | 434          | 3,14         |             |             |
|                | Alain Giretto  | PCF            | 393          | 2,85         |             |             |
|                | Ida Bellaiche  | EXG            | 255          | 1,85         |             |             |
|                |                |                |              |              |             |             |
| Inscrits       | Inscrits       | Inscrits       | 23 700       | 100,00       | 23 699      | 100,00      |
| Abstention     | Abstention     | Abstention     | 9 383        | 39,59        | 8 368       | 35,31       |
| Votants        | Votants        | Votants        | 14 317       | 60,41        | 15 331      | 64,69       |
| Blancs et nuls | Blancs et nuls | Blancs et nuls | 508          | 3,55         | 515         | 3,36        |
| Exprimés       | Exprimés       | Exprimés       | 13 809       | 96,45        | 14 816      | 96,64       |

*sortant

### Canton de Saint-Martin-Vésubie
| Candidats      | Candidats        | Étiquette      | Premier tour | Premier tour |
| Candidats      | Candidats        | Étiquette      | Voix         | %            |
| -------------- | ---------------- | -------------- | ------------ | ------------ |
|                | Gaston Franco*   | UMP            | 707          | 60,02        |
|                | Marcel Perotti   | DVD            | 355          | 30,14        |
|                | Michel Schneider | FN             | 83           | 7,05         |
|                | Pierre Lapoirie  | PCF            | 33           | 2,80         |
|                |                  |                |              |              |
| Inscrits       | Inscrits         | Inscrits       | 1 618        | 100,00       |
| Abstention     | Abstention       | Abstention     | 403          | 24,91        |
| Votants        | Votants          | Votants        | 1 215        | 75,09        |
| Blancs et nuls | Blancs et nuls   | Blancs et nuls | 37           | 3,05         |
| Exprimés       | Exprimés         | Exprimés       | 1 178        | 96,95        |

*sortant

### Canton de Saint-Vallier-de-Thiey
| Candidats      | Candidats                      | Étiquette      | Premier tour | Premier tour | Second tour | Second tour |
| Candidats      | Candidats                      | Étiquette      | Voix         | %            | Voix        | %           |
| -------------- | ------------------------------ | -------------- | ------------ | ------------ | ----------- | ----------- |
|                | Maxime Coullet*                | DVD            | 2 478        | 28,12        | 6 327       | 74,32       |
|                | Pierre Pauvert                 | FN             | 1 539        | 17,47        | 2 186       | 25,68       |
|                | Michel Pochoy                  | PS             | 1 362        | 15,46        |             |             |
|                | Philippe Sainte-Rose Franchine | DVG            | 879          | 9,98         |             |             |
|                | Marie-Henry Costa              | UDF            | 871          | 9,89         |             |             |
|                | Gérard Moncet                  | DVD            | 830          | 9,42         |             |             |
|                | René Debruyne                  | DVD            | 532          | 6,04         |             |             |
|                | Jean-Louis Albarracin          | PCF            | 320          | 3,63         |             |             |
|                |                                |                |              |              |             |             |
| Inscrits       | Inscrits                       | Inscrits       | 13 873       | 100,00       | 13 876      | 100,00      |
| Abstention     | Abstention                     | Abstention     | 4 761        | 34,32        | 4 401       | 31,72       |
| Votants        | Votants                        | Votants        | 9 112        | 65,68        | 9 475       | 68,28       |
| Blancs et nuls | Blancs et nuls                 | Blancs et nuls | 301          | 3,30         | 962         | 10,15       |
| Exprimés       | Exprimés                       | Exprimés       | 8 811        | 96,70        | 8 513       | 89,85       |

*sortant

### Canton de Villars-sur-Var
| Candidats      | Candidats      | Étiquette      | Premier tour | Premier tour |
| Candidats      | Candidats      | Étiquette      | Voix         | %            |
| -------------- | -------------- | -------------- | ------------ | ------------ |
|                | René Gilly*    | UMP            | 1 137        | 60,35        |
|                | Pierre Danna   | DVG            | 541          | 28,72        |
|                | Arnaud Gass    | FN             | 206          | 10,93        |
|                |                |                |              |              |
| Inscrits       | Inscrits       | Inscrits       | 2 598        | 100,00       |
| Abstention     | Abstention     | Abstention     | 647          | 24,90        |
| Votants        | Votants        | Votants        | 1 951        | 75,10        |
| Blancs et nuls | Blancs et nuls | Blancs et nuls | 67           | 3,43         |
| Exprimés       | Exprimés       | Exprimés       | 1 884        | 96,57        |

*sortant

### Canton de Villefranche-sur-Mer
| Candidats      | Candidats             | Étiquette      | Premier tour | Premier tour | Second tour | Second tour |
| Candidats      | Candidats             | Étiquette      | Voix         | %            | Voix        | %           |
| -------------- | --------------------- | -------------- | ------------ | ------------ | ----------- | ----------- |
|                | René Vestri*          | UMP            | 4 516        | 49,72        | 5 173       | 52,73       |
|                | Monique Mathieu       | FN             | 2 215        | 24,39        | 2 000       | 20,39       |
|                | Monica Bessa          | PS             | 1 870        | 20,59        | 2 638       | 26,89       |
|                | Arnalde Bruciamacchie | PCF            | 482          | 5,31         |             |             |
|                |                       |                |              |              |             |             |
| Inscrits       | Inscrits              | Inscrits       | 16 183       | 100,00       | 16 184      | 100,00      |
| Abstention     | Abstention            | Abstention     | 6 662        | 41,17        | 6 033       | 37,28       |
| Votants        | Votants               | Votants        | 9 521        | 58,83        | 10 151      | 62,72       |
| Blancs et nuls | Blancs et nuls        | Blancs et nuls | 438          | 4,60         | 340         | 3,35        |
| Exprimés       | Exprimés              | Exprimés       | 9 083        | 95,40        | 9 811       | 96,65       |

*sortant

### Canton de Vallauris-Antibes-Ouest
| Candidats      | Candidats          | Étiquette      | Premier tour | Premier tour | Second tour | Second tour |
| Candidats      | Candidats          | Étiquette      | Voix         | %            | Voix        | %           |
| -------------- | ------------------ | -------------- | ------------ | ------------ | ----------- | ----------- |
|                | Alain Gumiel       | UMP            | 4 718        | 32,09        | 9 421       | 67,75       |
|                | Isidore Focachon   | FN             | 3 014        | 20,50        | 4 485       | 32,25       |
|                | Noria Chaib        | PS             | 1 995        | 13,57        |             |             |
|                | Michel Ribero      | DVD            | 1 970        | 13,40        |             |             |
|                | André Jourdan      | Verts          | 1 005        | 6,84         |             |             |
|                | Bernard Nebleza    | PCF            | 774          | 5,26         |             |             |
|                | Robert Crepin      | DVD            | 394          | 2,68         |             |             |
|                | Lucien Elegant     | DVD            | 339          | 2,31         |             |             |
|                | Gabriella Cipriani | EXG            | 247          | 1,68         |             |             |
|                | Christian Azais    | DVD            | 247          | 1,68         |             |             |
|                |                    |                |              |              |             |             |
| Inscrits       | Inscrits           | Inscrits       | 26 516       | 100,00       | 26 518      | 100,00      |
| Abstention     | Abstention         | Abstention     | 11 255       | 42,45        | 10 272      | 38,74       |
| Votants        | Votants            | Votants        | 15 261       | 57,55        | 16 246      | 61,26       |
| Blancs et nuls | Blancs et nuls     | Blancs et nuls | 558          | 3,66         | 2 340       | 14,40       |
| Exprimés       | Exprimés           | Exprimés       | 14 703       | 96,34        | 13 906      | 85,60       |